# 26240 Leigheriks
26240 Leigheriks este un asteroid din centura principală de asteroizi.

## Descriere
26240 Leigheriks este un asteroid din centura principală de asteroizi. A fost descoperit pe 17 august 1998 la Socorro, New Mexico, în cadrul proiectului LINEAR. Asteroidul prezintă o orbită caracterizată de o semiaxă mare de 2,25 ua, o excentricitate de 0,20 și o înclinație de 5,2° în raport cu ecliptica.